# 石川七郎
石川 七郎（いしかわ しちろう、1910年4月20日 - 1986年6月27日）は外科医、慶應義塾大学教授。

## 経歴
京都府京都市中京区出身。1936年（昭和11年）慶應義塾大学医学部卒。慶應義塾大学医学部教授を経て国立がんセンター病院長、総長を務める。胸部外科の権威として知られ、慶應義塾大学病院、国立がんセンター病院で辣腕を振るう。墓所は多磨霊園。
孫は元NHKアナウンサーの石川光太郎。

## 人物
専門は呼吸循環器外科であり、数々の肺癌摘出手術を行うも、本人はヘビースモーカーであった。親分肌の豪快な人物として知られ多くの部下に慕われた。軍医として戦陣医療に携わった経験もある。

## 受賞・栄典
- 1983年 武田医学賞 （現代癌診療学の確立業績により）[3]
- 1985年 勲一等瑞宝章[1]

## 著作
- 胃がんと消化器のがん. -- 読売新聞社, 1976. -- (百万人の医学 ; 3)
- 癌・化学療法 / 石川七郎[ほか]編. -- 医歯薬出版, 1966. -- (癌の臨床 ; 別冊)
- 癌・早期診断 / 石川七郎[ほか]編. -- 医歯薬出版, 1965. -- (癌の臨床 ; 別冊)
- 癌・放射線療法 / 石川七郎[ほか]編. -- 医歯薬出版, 1969. -- (癌の臨床 ;別冊)
- 胸部外科各論 / 石川七郎編集 ; 2. -- 金原出版, 1978. -- (新臨床外科全書; 第5巻II)
- 胸部外科総論 / 石川七郎編集. -- 金原出版, 1978. -- (新臨床外科全書 ; 第5巻 1)
- 胸膜 ; 肺・気管支 / 香月武人[等]著 ; 1, 2, 3. -- 中山書店, 1968. -- (現代外科学大系 / 石川浩一[ほか]編集 ; 30 A-C)
- 外科篇 / 梅沢義一編. -- 中外醫學社, 1957. -- (質疑應答集 ; 9)
- 肺癌の臨床 / 石川七郎著. -- 中外医学社, 1958
- ホルモン産生腫瘍 / 石川七郎,笹野伸昭,井村裕夫編集 ; 石川七郎[ほか]執筆. -- 医学書院, 1977
- 麻酔 / 石川七郎[ほか著]. -- 金原出版, 1955. -- (日本外科全書 / 柳壯一〔ほか〕編集 ; 第4巻)
- 臨床腫瘍学 / 石川七郎〔ほか〕編集. -- 朝倉書店, 1982